# レイ・オビエド
レイ・オビエド（Ray Obiedo、1952年1月27日 - ）は、アメリカのスムーズジャズ・ギタリスト。
オビエドは、カリフォルニア州リッチモンドで育った。そして17歳でギターを弾き始めた。最初、彼はハービー・ハンコック、 ジュリアン・プリースター（Julian Priester）や、シーラ・E のレコーディングに参加し、ジャズとR&Bの両方を演奏した。彼は、フュージョン・グループであるキックと、ロック・バンドのリズム21のリーダーだった。1988年には、彼はウィンダム・ヒル・レコードと契約し、そこから8年間に5つのアルバムをリリースした。

## ディスコグラフィ

### リーダー・アルバム
- 『完全犯罪』 - Perfect Crime (1989年、Windham Hill)
- 『イグアナ』 - Iguana (1991年、Windham Hill) ※全米コンテンポラリー・ジャズ・アルバム10位[2]
- 『マルバツ』 - Sticks & Stones (1993年、Windham Hill) ※全米コンテンポラリー・ジャズ・アルバム7位[2]
- Zulaya (1995年、) ※全米コンテンポラリー・ジャズ・アルバム22位[2]
- 『スウィート・サマー・デイズ』 - Sweet Summer Days (1997年、Windham Hill)[2]
- Modern World (1999年、Domo)
- There Goes That (2014年、Rhythmus)
- Latin Jazz Project, Vol. 1 (2016年、Rhythmus)
- Carousel (2019年、Rhythmus)
- Latin Jazz Project, Vol. 2 (2021年、Rhythmus)
- Twist (2024年、Rhythmus)